# Celatoria maracasi
Celatoria maracasi är en tvåvingeart som beskrevs av Thompson 1968. Celatoria maracasi ingår i släktet Celatoria och familjen parasitflugor. Inga underarter finns listade.